# Biela skala (přírodní rezervace)
Biela skala je bývalá přírodní rezervace v katastrálním území obce Blatnica v okrese Martin v Žilinském kraji. Chráněné území bylo vyhlášeno v roce 1993 a jeho rozloha byla 185,07 hektaru. Předmětem ochrany byl komplex lesních a nelesních společenstev pátého až sedmého vegetačního stupně ve Velké Fatře. Rezervace byla k 1. lednu 2024 zrušena a území začleněno do systému zón národního parku Velká Fatra.